# Кастелано (Ређо ди Калабрија)
Кастелано је насеље у Италији у округу Ређо ди Калабрија, региону Калабрија.
Према процени из 2011. у насељу је живело 35 становника. Насеље се налази на надморској висини од 277 м.